# Trigonura chrysobathra
Trigonura chrysobathra är en stekelart som beskrevs av Yang 1997. Trigonura chrysobathra ingår i släktet Trigonura och familjen bredlårsteklar. Inga underarter finns listade i Catalogue of Life.